# لاعبو كرة قدم مغتربون عراقيون
بعد عام 2003 ظهر عدد من المواهب العراقية الشابة في أوروبا وأمريكا واستراليا مع فرقهم للفئات العمرية وبعد تميزهم قررت الملاكات الفنية لأنديتهم ترحيلهم للفريق الأول في النادي. وهم ما يعرفون حالياً داخل العراق باللاعبين المغتربين أو المحترفين العراقيين في بعض الأحيان، وأصبحت الكرة العراقية تمتلك مواهب كثيرة في المهجر، خاصة الذين ولدوا في أوروبا، أو من أصول عراقية، من ناحية الأب أو الأم. مثل البعض منهم المنتخب الوطني ومنتخبات الفئات العمرية. والبعض منهم مثل منتخبات الفئات العمرية لتلك الدول.
*اللاعبين الذين تم تأشيرهم بالخط العريض مثلوا المنتخبات الوطنية العراقية.
*تم تصنيف مستوى الدوريات التي يلعب بها اللاعبون على شكل درجة 1، 2، 3، 4 ....الخ بغض النظر عن التسميات في تلك الدول.

## المغتربون في أوروربا
```
كافة الانتقالات محدثة في 3 أبريل 2023
```

### السويد
| الاسم           | المواليد | النادي الحالي              | المركز    |
| --------------- | -------- | -------------------------- | --------- |
| أمير العماري    |          | هالمستاد                   | وسط       |
| الاي علي فاضل   |          | غوتبورغ                    | ظهير أيمن |
| أحمد قاسم       |          | إلفسبورغ                   | جناح      |
| بيتر كوركيس     |          | ديجرفورس                   | جناح      |
| أندريه السناطي  |          | أي كي سيريوس               | جناح يمين |
| منتظر ماجد      |          | هاماربي                    | جناح      |
| سومر عبد الرزاق |          | هلسينغبورغ (درجة 2)        | وسط       |
| عمار محسن       |          | هلسينغبورغ (درجة 2)        | وسط       |
| أمين الحموي     |          | هلسينغبورغ (درجة 2)        | هجوم      |
| إسحاق شمعون     |          | إسكلستونا (درجة 2)         | وسط       |
| مروان البازي    |          | يونشوبينغ سودرا (درجة 2)   | وسط مهاجم |
| باشانغ عبدالله  |          | يونشوبينغ سودرا (درجة 2)   | مهاجم     |
| آلان محي الدين  |          | أوتسيكتنس (درجة 2)         | ظهير أيمن |
| إيهاب ناصر      |          | أوتسيكتنس (درجة 2)         | وسط       |
| هارون أحمد زبير |          | دلكورد (درجة 3)            | وسط       |
| هادي صالح كريم  |          | دلكورد (درجة 3)            | وسط       |
| سيف كاظم        |          | آسيريسكا تورابدين (درجة 3) | وسط       |
| آلان أسعد       |          | آي اف كي مالمو (درجة 4)    | وسط       |
| ريبين أسعد      |          | أوسترلن (درجة 4)           | وسط       |
| كوفاند حيدر     |          | نوردفارملاندز (درجة 4)     | جناح وسط  |
| امير نصير ناجي  |          | نوسابي (درجة 4)            | دفاع      |
| حسن الدوسري     |          | سافل اس كي (درجة 4)        | وسط       |
| خالد قاسم       |          | سليبنر (درجة 4)            | وسط       |
| ماتياس كانو     |          | آسيريسكا بي كي (درجة 4)    | وسط       |
| كمال مصطفى      |          | آسيريسكا بي كي (درجة 4)    | وسط       |
| دانيال جميل     |          | ميولبي (درجة 4)            | وسط       |
| يوسف المياحي    |          | أراميك سيريانسكا (درجة 4)  | دفاع      |
| نور جاسم        |          | هيتاربس (درجة 4)           | مهاجم     |
| غالفان ايوب     |          | جونسردس (درجة 4)           | وسط       |
| هاني نصير       |          | تريليبورغ (تحت 21)         | حارس مرمى |
| يوسف الامام     |          | مالمو (تحت 19)             | قلب دفاع  |
| راني كوركيس     |          | بدون نادي (منذ يناير 2021) | وسط       |
| عباس محمد       |          | بدون نادي (منذ يناير 2023) | قلب دفاع  |
| نديم عمر        |          | بدون نادي (منذ يناير 2023) | حارس مرمى |

### الدنمارك
| الاسم            | المواليد | النادي الحالي              | المركز    |
| ---------------- | -------- | -------------------------- | --------- |
| كيفن يعقوب       |          | آرهوس جمناستيك فورينينغ    | وسط       |
| آدم طالب         |          | ألبورج "شباب"              | وسط       |
| لوكاس شليمون     |          | أوربرو (درجة 2)            | وسط       |
| محمد حسن         |          | نايستفيد (درجة 2)          | حارس مرمى |
| أحمد حسن         |          | نيكوبينج (درجة 2)          | قلب هجوم  |
| هادي صالح كريم   |          | أورغريته (درجة 2)          | وسط       |
| علي باسل الموسوي |          | بولدكلوبين 1893 (درجة 3)   | جناح أيسر |
| محمد أمين        |          | بولد كلوب 1913 (درجة 4)    | وسط       |
| متين ديار صالح   |          | بدون نادي (منذ يوليو 2021) | ظهير أيمن |

### النرويج
| الاسم       | المواليد | النادي الحالي              | المركز    |
| ----------- | -------- | -------------------------- | --------- |
| ماركو فرج   |          | سترومسغودست                | جناح أيسر |
| حيدر الطائي |          | شيد أوسلو (درجة 2)         | دفاع      |
| محمد كروان  |          | نامسوس (الدرجة 4)          | وسط       |
| سدير عبود   |          | بدون نادي (منذ يناير 2023) | قلب هجوم  |

### آيسلندا
| الاسم     | المواليد | النادي الحالي | المركز |
| --------- | -------- | ------------- | ------ |
| سامي كامل |          | كيفلافيك      | وسط    |

### فنلندا
| الاسم          | المواليد | النادي الحالي              | المركز |
| -------------- | -------- | -------------------------- | ------ |
| محمد البريماني |          | إنتر توركو (رديف)          | وسط    |
| حسين عباس جميل |          | فوتورا (الدرجة 3)          | هجوم   |
| الكسندر أكبر   |          | فوتورا (الدرجة 3)          | هجوم   |
| علي الموسوي    |          | كينغز اس سي (الدرجة 4)     | مهاجم  |
| ياسر الموسوي   |          | بدون نادي (منذ يناير 2023) | وسط    |

### التشيك
| الاسم              | المواليد | النادي الحالي         | المركز    |
| ------------------ | -------- | --------------------- | --------- |
| ميرخاس دوسكي       |          | سلوفاكو               | ظهير أيسر |
| يعقوب يونس         |          | اوبافا (درجة 2)       | هجوم      |
| ابراهيم بهاء الدين |          | رديف سلوفاكو (درجة 3) | وسط مهاجم |

### هولندا
| الاسم          |  | المواليد                   | النادي الحالي              | المركز          |
| -------------- |  | -------------------------- | -------------------------- | --------------- |
| حسين علي       |  |                            | هيرنفين                    | ظهير دفاع أيمن  |
| دانيلو السعيد  |  | 1999فبراير 24(العمر 25سنة) | هيرنفين                    | ظهير مهاجم ايسر |
| إيمار شير      |  |                            | غرونينغن                   | وسط             |
| يوسف أمين      |  |                            | الرياض                     | جناح +مهاجم     |
| مانويل إيليا   |  |                            | تفينتي (تحت 21 سنة)        | وسط             |
| بلند حسن       |  |                            | نادي غرافشاب (تحت 21 سنة)  | وسط مهاجم       |
| ماهان عطا      |  |                            | SC 't Zand (تحت 18 سنة)    | وسط             |
| ماسيس أرتين    |  |                            | سباكينبورج (درجة 3)        | قلب دفاع        |
| علي عكله       |  |                            | دي في أس 33 (درجة 4)       | جناح أيمن       |
| حسام ضواح      |  |                            | أولمبيا هارلم (درجة 6)     | هجوم            |
| آريان ابراهيم  |  |                            | نايكيرك (درجة 6)           | حارس مرمى       |
| أنمار المباركي |  |                            | بدون نادي (منذ أبريل 2019) | هجوم            |

### سويسرا
| الاسم        | المواليد | النادي الحالي      | المركز |
| ------------ | -------- | ------------------ | ------ |
| هيران أحمد   |          | دهوك               | وسط    |
| وسام النعيمي |          | كروزلينغن (درجة 4) | هجوم   |

### النمسا
| الاسم       | المواليد | النادي الحالي       | المركز      |
| ----------- | -------- | ------------------- | ----------- |
| خيري همكا   |          | بيشوفسهوفن (درجة 3) | مهاجم +جناح |
| مراد جردي   |          | أف سي أيغ (درجة 3)  | وسط         |
| كرم الكبيسي |          | أس كي رم (درجة 3)   | وسط         |

### المانيا
| الاسم              | المواليد | النادي الحالي                 | المركز      |
| ------------------ | -------- | ----------------------------- | ----------- |
| حيدر داوود العزاوي |          | دينامو برلين (درجة 4)         | دفاع        |
| ايفرت بارام        |          | نورنبرغ 2 (درجة 4)            | وسط         |
| حسين شربا          |          | بوخهولتس 08 (درجة 4)          | هجوم        |
| ريبر حسني          |          | اس سي فيرل (تحت 19 سنة)       | جناح +مهاجم |
| اريس بايندر        |          | ار بي ليبزيج (تحت 17 سنة)     | وسط         |
| نوح درويش          |          | فرايبورغ (تحت 17 سنة)         | وسط         |
| ديار شماك          |          | تي في أوفينجين (درجة 6)       | وسط         |
| نور التميمي        |          | توركسبور باد أولدسلو (درجة 7) | جناح +مهاجم |
| هدير فتاح          |          | أس جي ديتل كورنباخ (درجة 8)   | هجوم        |
| أمين الصباغ        |          | بدون نادي (منذ يوليو 2021)    | وسط         |
| أصيل إسماعيل       |          | بدون نادي (منذ يوليو 2022)    | جناح        |

### ايطاليا
| الاسم       | المواليد | النادي الحالي        | المركز   |
| ----------- | -------- | -------------------- | -------- |
| شوان ماركو  |          | لاتسيو (تحت 19 سنة)  | مهاجم    |
| مصطفى عمران |          | اتلانتا (تحت 19 سنة) | قلب دفاع |

### فرنسا
| الاسم    | المواليد | النادي الحالي     | المركز     |
| -------- | -------- | ----------------- | ---------- |
| أحمد علي |          | أورليانز (درجة 3) | وسط أرتكاز |

### اسبانيا
| الاسم       | المواليد | النادي الحالي             | المركز    |
| ----------- | -------- | ------------------------- | --------- |
| علي حاتم    |          | رديف فوينلابرادا (درجة 3) | وسط هجومي |
| كليم الشبوط |          | رديف الكالا (درجة 4)      | قلب دفاع  |

### البرتغال
| الاسم      | المواليد | النادي الحالي | المركز |
| ---------- | -------- | ------------- | ------ |
| أسامة رشيد |          | فيزيلا        | وسط    |

### انجلترا
| الاسم          | المواليد | النادي الحالي              | المركز    |
| -------------- | -------- | -------------------------- | --------- |
| أمين الدخيل    |          | بيرنلي (درجة 2)            | دفاع      |
| علي الحمادي    |          | إيبسويتش                   | مهاجم     |
| محمد كاظم      |          | كرولي تاون (درجة 4)        | جناح      |
| كاردو صديق     |          | كريستال بالاس (تحت 21 سنة) | قلب دفاع  |
| الكسندر اوراها |          | ك. ب. رينجرز (تحت 21 سنة)  | وسط       |
| علي حيدر       |          | ستوك سيتي (تحت 18 سنة)     | جناح      |
| زيد الحسيني    |          | فارنبرة (درجة 6)           | وسط       |
| حافظ الدروبي   |          | بدون نادي (منذ مارس 2023)  | حارس مرمى |
| جامي قريشي     |          | بدون نادي (منذ يوليو 2022) | جناح      |

### اسكتلندا
| الاسم       | المواليد | النادي الحالي             | المركز |
| ----------- | -------- | ------------------------- | ------ |
| رابين عمر   |          | إيست فيف (درجة 4)         | وسط    |
| علي الزبيدي |          | كيلوينينج رينجرز (درجة 6) | دفاع   |

### بولندا
| الاسم      | المواليد | النادي الحالي             | المركز    |
| ---------- | -------- | ------------------------- | --------- |
| قيس العاني |          | جاربارنيا كراكوف (درجة 3) | حارس مرمى |

### صربيا
| الاسم     | المواليد | النادي الحالي              | المركز |
| --------- | -------- | -------------------------- | ------ |
| محمد شمخي |          | بدون نادي (منذ يوليو 2022) | جناح   |

### لوكسمبورغ
| الاسم       | المواليد | النادي الحالي              | المركز    |
| ----------- | -------- | -------------------------- | --------- |
| ديلان نيسان |          | أليسونتيا شتاينسل (درجة 2) | وسط مدافع |

### تركيا
| الاسم         | المواليد | النادي الحالي          | المركز    |
| ------------- | -------- | ---------------------- | --------- |
| علي شفيق      |          | ايروكسبور (تحت 19 سنة) | حارس مرمى |
| علي صادق فليح |          | أنقرة ديميرسبور درجة 3 | حارس مرمى |

### البانيا
| الاسم       | المواليد | النادي الحالي | المركز |
| ----------- | -------- | ------------- | ------ |
| يوسف زيتونة |          | كاستريوتي     | هجوم   |

## المغتربون في أمريكا الشمالية
```
كافة الانتقالات محدثة في 3 أبريل 2023
```

### الولايات المتحدة
| الاسم      | المواليد | النادي الحالي  | المركز    |
| ---------- | -------- | -------------- | --------- |
| جستن ميرام |          | ريال سولت ليك  | وسط       |
| مهند جعاز  |          | دي.سي. يونايتد | ظهير أيسر |

### المكسيك
| الاسم        | المواليد | النادي الحالي              | المركز |
| ------------ | -------- | -------------------------- | ------ |
| يوهان زيتونة |          | بدون نادي (منذ يناير 2023) | دفاع   |

## المغتربون في أمريكا الجنوبية
```
كافة الانتقالات محدثة في 3 أبريل 2023
```

### البرازيل
| الاسم     | المواليد | النادي الحالي              | المركز   |
| --------- | -------- | -------------------------- | -------- |
| حامد صالح |          | بدون نادي (منذ اغسطس 2022) | قلب هجوم |

## المغتربون في آسيا وأوقيانوسيا
```
كافة الانتقالات محدثة في 3 أبريل 2023
```

### تايلاند
| الاسم        | المواليد | النادي الحالي   | المركز |
| ------------ | -------- | --------------- | ------ |
| ريبين سولاقا |          | بوريرام يونايتد | دفاع   |
| فرانس بطرس   |          | بورت            | دفاع   |

### إندونيسيا
| الاسم     | المواليد | النادي الحالي | المركز    |
| --------- | -------- | ------------- | --------- |
| بروا نوري |          | بالي يونايتد  | وسط مدافع |

### السعودية
| الاسم      | المواليد                    | النادي الحالي   | المركز    |
| ---------- | --------------------------- | --------------- | --------- |
| يوسف امين  | 21 أغسطس 2003 (العمر 21 سنة | الوحدة          | جناح هجوم |
| جيلوان حمد |                             | أوربرو (درجة 2) | وسط       |
| أحمد ياسين |                             | الخلود (درجة 2) | وسط       |

### استراليا
| الاسم       | المواليد | النادي الحالي              | المركز      |
| ----------- | -------- | -------------------------- | ----------- |
| محمد الطائي |          | نيوكاسل يونايتد جتس        | قلب دفاع    |
| شربل شمعون  |          | ويسترن يونايتد             | جناح أيمن   |
| ماريو شابو  |          | بلاكتاون سيتي (درجة 2)     | قلب دفاع    |
| أيسن إسحاق  |          | بريستون ليونز (درجة 3)     | ظهير أيسر   |
| علي عباس    |          | بدون نادي (منذ يوليو 2021) | دفاع أو وسط |

### نيوزيلندا
| الاسم        | المواليد | النادي الحالي   | المركز |
| ------------ | -------- | --------------- | ------ |
| يوسف الخالصي |          | أوكلاند يونايتد | وسط    |